# Evropský strom roku
Evropský strom roku (anglicky European Tree of the Year) je mezinárodní kampaň, která probíhá od roku 2011. V České republice je vyhlašovaná Nadací Partnerství. Jejím cílem je pomocí elektronického hlasování volba nejkrásnějšího stromu v Evropě, ke kterému mají lidé z okolí osobitý vztah.

## Umístění
Evropský strom roku se vyhlašuje od roku 2011.
- 2011 –  Lípa v Leliceni (Rumunsko), 46°20′57″ s. š., 25°51′6″ v. d.
- 2012 –  Lípa ve Felsőmocsoládu (Maďarsko), 46°34′39″ s. š., 17°49′46″ v. d.
- 2013 –  Platan v Egeru (Maďarsko), 47°53′50″ s. š., 20°22′57″ v. d.
- 2014 –  Jilm, Sliven (Bulharsko), 42°40′50″ s. š., 26°19′ v. d.
- 2015 –  Dub na fotbalovém hřišti, Orissaare (Estonsko), 58°33′32″ s. š., 23°4′49″ v. d.
- 2016 –  Nejstarší strom v Bátaszéku (Maďarsko), 46°10′12″ s. š., 18°42′ v. d.
- 2017 –  Dub Josef, Wiśniowa (Polsko), 49°51′36″ s. š., 21°38′24″ v. d.
- 2018 –  Švitořící korkový dub, Águas de Moura (Portugalsko) 38°35′20″ s. š., 8°41′47″ z. d.
- 2019 –  Mandloň na Sněžném vrchu, Pécs (Maďarsko) 46°5′ s. š., 18°14′17″ v. d.
- 2020 –  Chudobínská borovice, Dalečín (Česko) 49°34′19″ s. š., 16°16′36″ v. d.
- 2021 –  Tisíciletý dub z Leciny, Provincie Huesca (Španělsko) 42°13′47″ s. š., 0°2′18″ v. d.
- 2022 –  Dub Dunin, Podleské vojvodství (Polsko) 52°51′39″ s. š., 23°35′28″ v. d.
- 2023 –  Dub Fabrykant, Lodž (Polsko) 51°44′55″ s. š., 19°27′16″ v. d.
- 2024 –  Buk „Serce Ogrodu“, Niemcza (Polsko) 50°42′41″ s. š., 16°51′43″ v. d.

Z České republiky se v roce 2013 na 4. místě umístila Lípa malolistá (Tilia cordata) z novodvorské lipové aleje v Moravském Krasu (okres Blansko). V roce 2016 se na druhém místě umístila Tatobitská lípa (okres Semily) a v roce 2017 na třetím místě lípa v Lipce (okres Chrudim). Roku 2020 se na 1. místě umístila Chudobínská borovice, která získala 47226 hlasů.

## Pravidla
Navrhnout svého kandidáta do ankety Strom roku může kdokoli. Hlavním kritériem úspěchu je příběh stromu a jeho spojení s místními lidmi. Z došlých přihlášek odborná porota vybírá celkem dvanáct finálových stromů, které zástupci Nadace Partnerství osobně navštěvují. Vítěz se vybírá pomocí online hlasování. Strom, který získá nejvíc hlasů, reprezentuje Českou republiku v zimním celoevropském kole.

## Historie
Benefiční soutěž od roku 2011 organizuje konsorcium šesti evropských nadací Environmental Partnership Association (EPA), jejíž součástí je i česká organizace Nadace Partnerství . 
Akce se každoročně účastní 15 evropských zemí. Většina těchto zemí pořádá celostátní anketu a vítěz je vybírán pomocí online hlasování. Hlasování začíná tradičně 1. února a trvá do konce měsíce. Vítěz je vyhlášen až v březnu na slavnostním předávání cen v Evropském parlamentu v Bruselu.
Smyslem celostátní ankety Strom roku je pomoci pečovat o stromy v regionech, ale také upozornit na stromy jako na přírodní a historické dědictví, které je potřeba chránit.